# 산울림 13집
《산울림 13집》은 그룹 산울림의 열세 번째 정규 음반이자 마지막 정규 음반이다. <산울림 10집> (1984) 이후 사업 등으로 산울림 활동을 멈춘 두 동생 멤버 김창훈과 김창익이 13년 만에 다시 재결성하여 만든 음반이다. 이후 산울림은 2007년경 14집 준비를 위해 재결성을 선언했으나, 드러머이자 막내인 김창익이 2008년 캐나다에서 사망하면서 산울림은 해체를 선언, 이 음반은 마지막 정규 음반이 되었다.

## 수록곡
| #   | 제목                                           | 재생 시간 |
| --- | ---------------------------------------------- | --------- |
| 1.  | 〈내가 왜 여기 있는지 몰라〉                   |           |
| 2.  | 〈기타로 오토바이를 타자〉                     |           |
| 3.  | 〈나도 너처럼〉                                |           |
| 4.  | 〈잔인한 아침〉                                |           |
| 5.  | 〈무지개〉                                     |           |
| 6.  | 〈외출〉                                       |           |
| 7.  | 〈오줌싸개〉                                   |           |
| 8.  | 〈142434〉                                     |           |
| 9.  | 〈부탁〉                                       |           |
| 10. | 〈고양이 사냥꾼〉                              |           |
| 11. | 〈Fax 잘 받았습니다〉                          |           |
| 12. | 〈내 마음은 황무지〉 (Live ver.) (보너스 트랙) |           |
| 13. | 〈가지 마오〉 (Live ver.) (보너스 트랙)        |           |